# Plumularia wasini
Plumularia wasini är en nässeldjursart som beskrevs av William Robert Jarvis 1922. Plumularia wasini ingår i släktet Plumularia och familjen Plumulariidae. Inga underarter finns listade i Catalogue of Life.